# Церковь Александра Невского в Галаганах
Церковь Александра Невского — православный храм в Киеве на хуторе Галаганы (ныне Шевченковский район), который был построен в 1893 году и утрачен в 1930-х годах.

## История
Храм был заложен 6 декабря 1891 года и уже через два года освящён во имя святого Александра Невского. Храм строился по проекту архитектора Владимира Николаевича Николаева.

### Упразденение
Храм был закрыт в 1934 году, одновременно было уничтожено и кладбище вблизи. Последний из священников церкви — отец Иоанн был арестован в 1934-м и расстрелян в 1936 году.

## Архитектура
Храм был выполнен в «московско-ярославском» стиле и включал 1 центральный купол и 4 малых боковых купола, а также декоративные макушки.
Интерьер был украшен работами выдающихся мастеров В. Васнецова, В. Котарбинского, И. Селезнёва и П. Сведомского.